# Делійський університет
Делійський університет (англ. University of Delhi або Delhi University, DU, гінді दिल्ली विश्वविद्यालय) — центральний університет у Делі, Індія. Заснований в 1922 році.
Має два кампуси: в північній та в південній частинах Делі.
У світовому рейтингу QS World University Rankings за 2011 рік Делійський університет зайняв 398-ме місце.